# Сідибаєво
Сідиба́єво (рос. Сидыбаево, марій. Сидывай) — присілок у складі Новотор'яльського району Марій Ел, Росія. Входить до складу Чуксолинського сільського поселення.

## Населення
Населення — 1 особа (2010; 5 у 2002).
Національний склад (станом на 2002 рік):
- лучні марійці — 100 %